# Hashimoto Gahō
Hashimoto Gahō (橋本 雅邦?  Edo, 21 de agosto de 1835 - Prefectura de Tokio, 13 de enero de 1918) fue un pintor japonés, uno de los últimos en seguir el estilo de la escuela Kanō y la pintura tradicional.

## Biografía

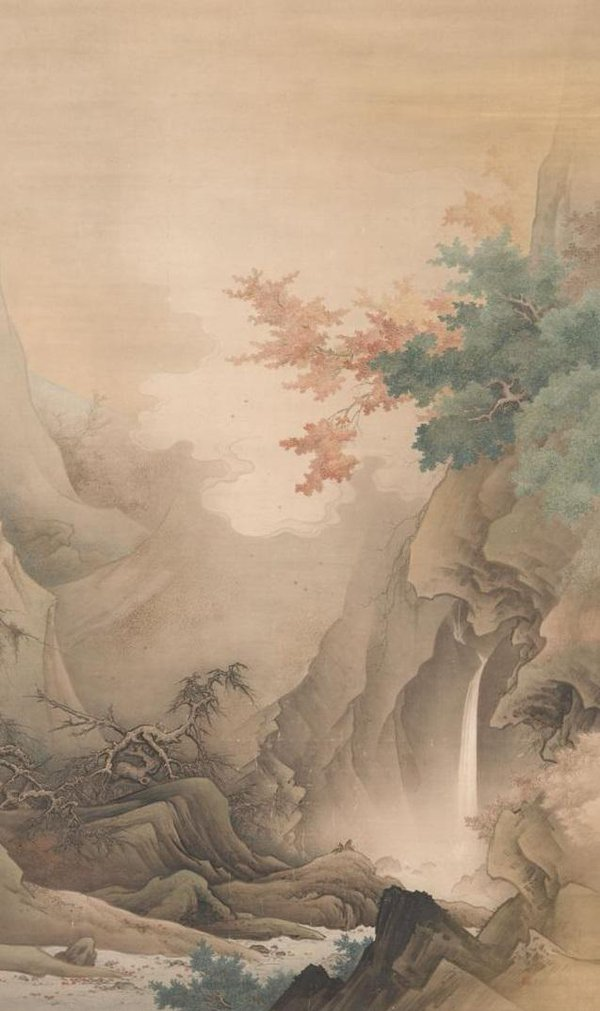
Manglar blanco (白雲紅樹), 1890. Universidad Nacional de Bellas Artes y Música de Tokio.

Hashimoto nació el 21 de agosto de 1835 en Edo —antiguo nombre por el cual era conocida la ciudad de Tokio—, como hijo de un pintor perteneciente al clan Kawagoe, con sede en la provincia de Musashi (hoy en día Saitama). Estudió pintura bajo la tutela de Kanō Shōsenin, siendo influenciado por el trabajo del también pintor Kanō Hōgai. Hashimoto realizó numerosas obras siguiendo el estilo tradicional de la escuela Kanō, usando colores dorados y tinta negra. Sin embargo, a pesar de que sus pinturas presentan métodos y temas tradicionales, también incorporó elementos del arte occidental, al igual que Kanō Hōgai. Las pinceladas, varios tipos de detalles y, en particular, los intentos de representar adecuadamente la perspectiva son evidentes en las pinturas de Hashimoto y en muchos otros artistas de este período.
En 1860, Hashimoto abrió su propio estudio de arte, pero los asuntos políticos y económicos que rodearon la restauración Meiji en 1868 le obligaron a buscar otros ingresos además de vender pinturas. Produjo mapas para la Academia Naval, pintó para fanáticos y utilizó sus habilidades de muchas otras maneras para ganarse la vida. Hashimoto fue invitado en 1884 por Okakura Kakuzō para convertirse en el catedrático de pintura de la Tōkyō Bijutsu Gakkō (actualmente la Universidad Nacional de Bellas Artes y Música de Tokio), que se abriría cinco años más tarde. En 1898, Hashimoto se unió a Okakura para dejar el Bijutsu Gakkō y fundó la Academia de Bellas Artes de Japón. Hashimoto enseñaría allí hasta su muerte en 1908.
Como resultado de su posición como principal profesor de pintura, Hashimoto tuvo varios alumnos importantes, entre ellos Yokoyama Taikan y Kawai Gyokudō.

## Galería

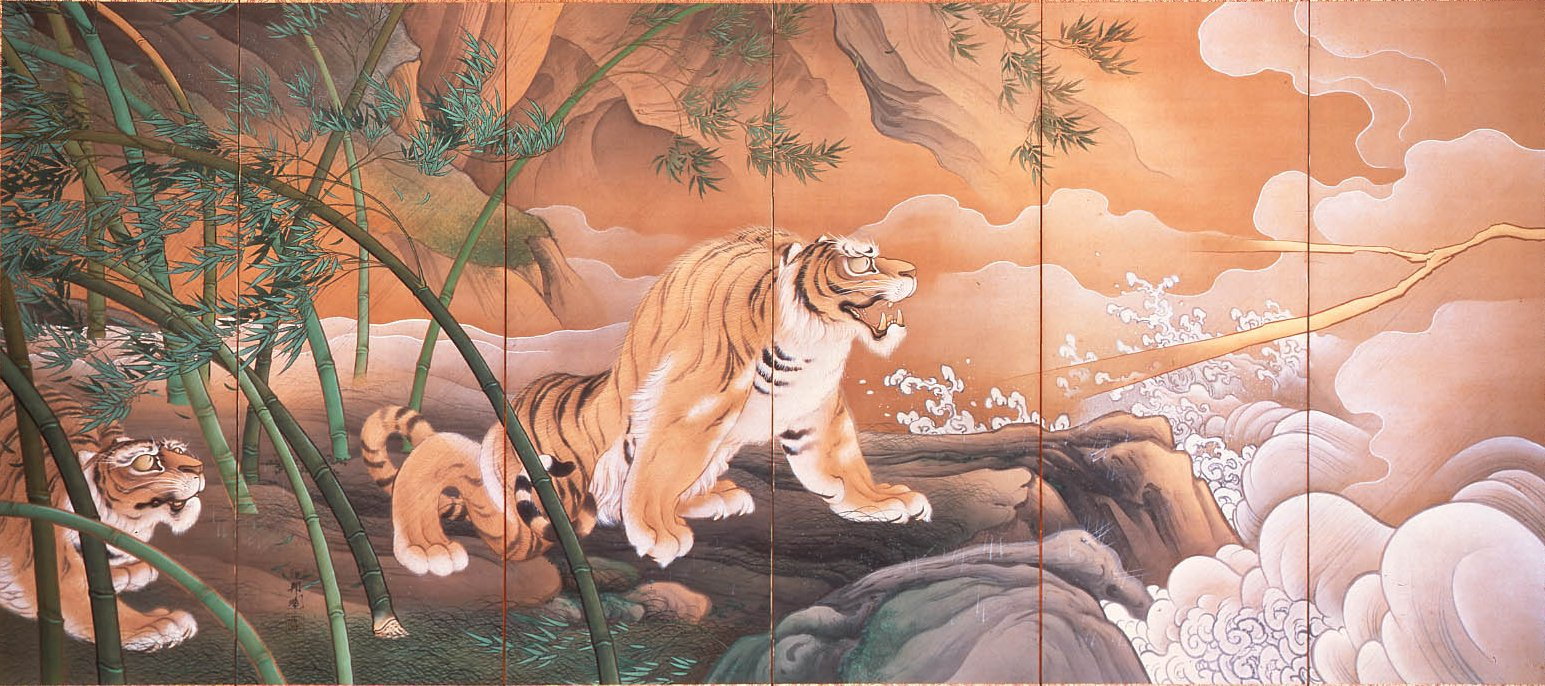
El dragón y el tigre, lado izquierdo, 1895.
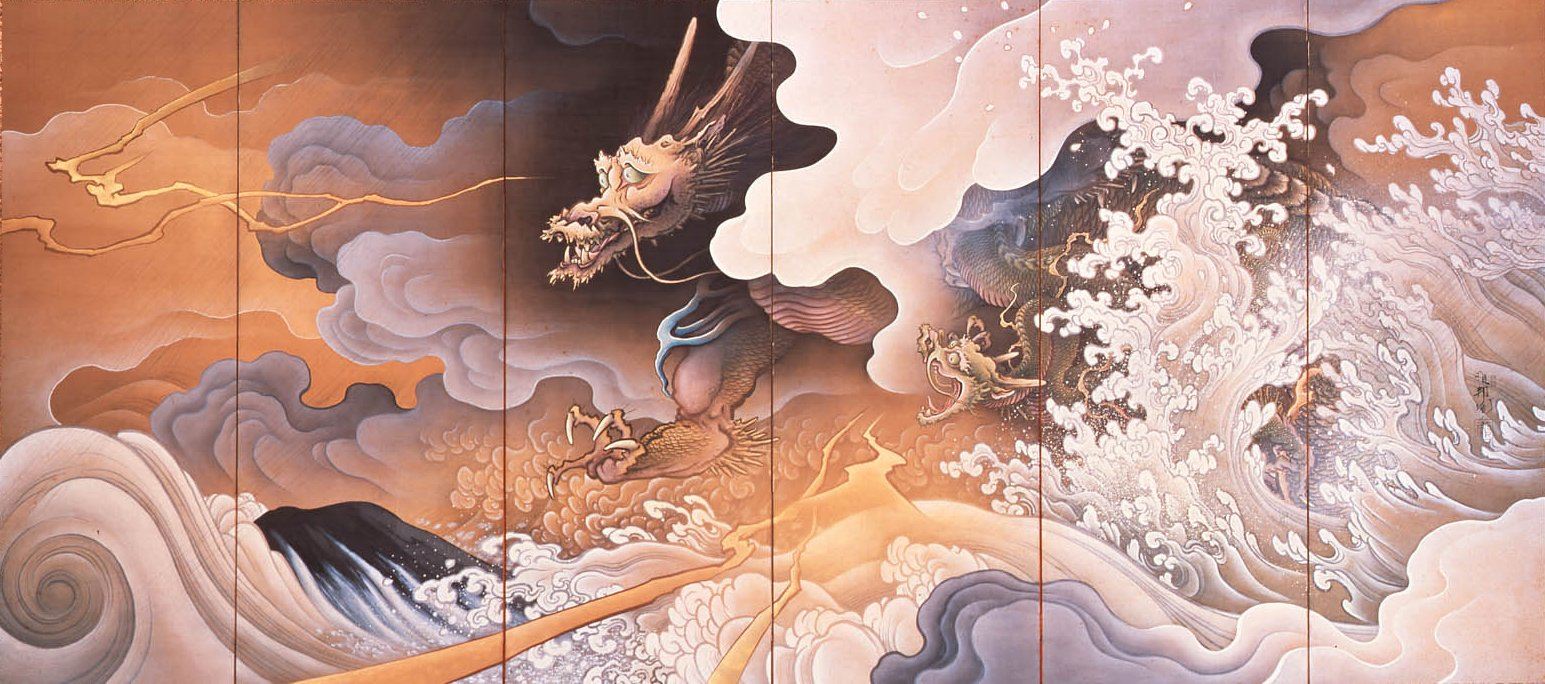
El dragón y el tigre lado derecho, 1895.
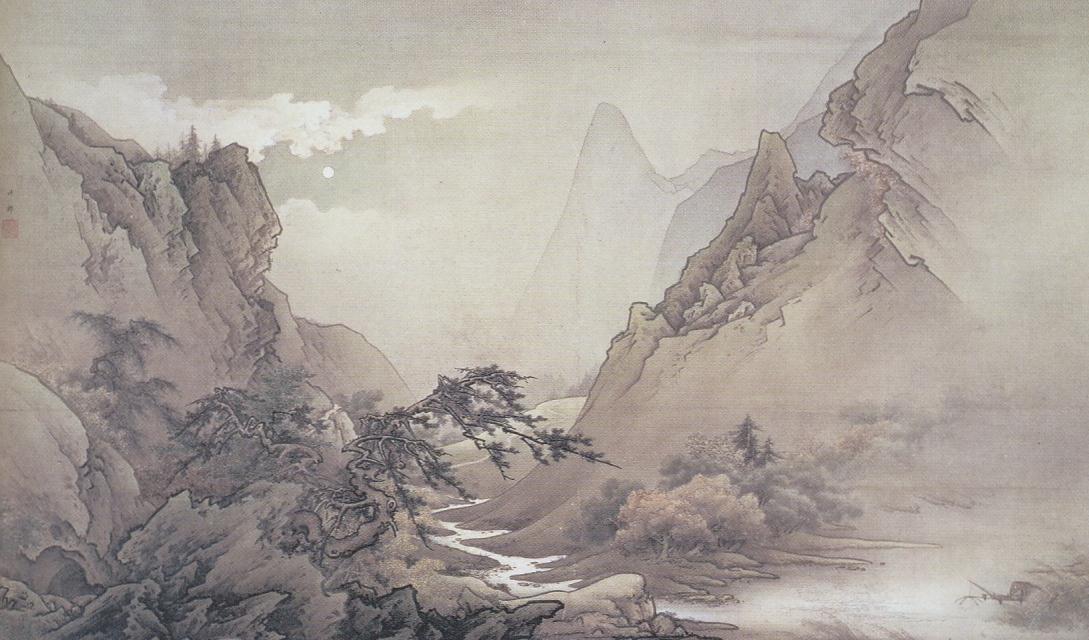
Paisaje iluminado por la luna, 1899.
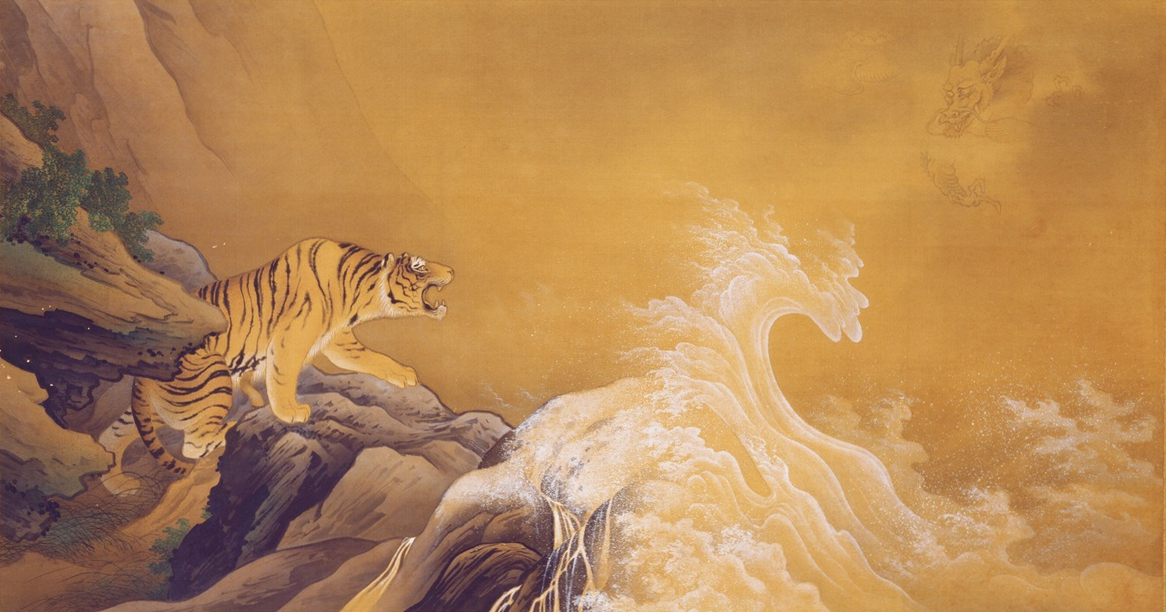
Dragón contra tigre, 1899. Color sobre seda. Museo de Colecciones Imperiales.
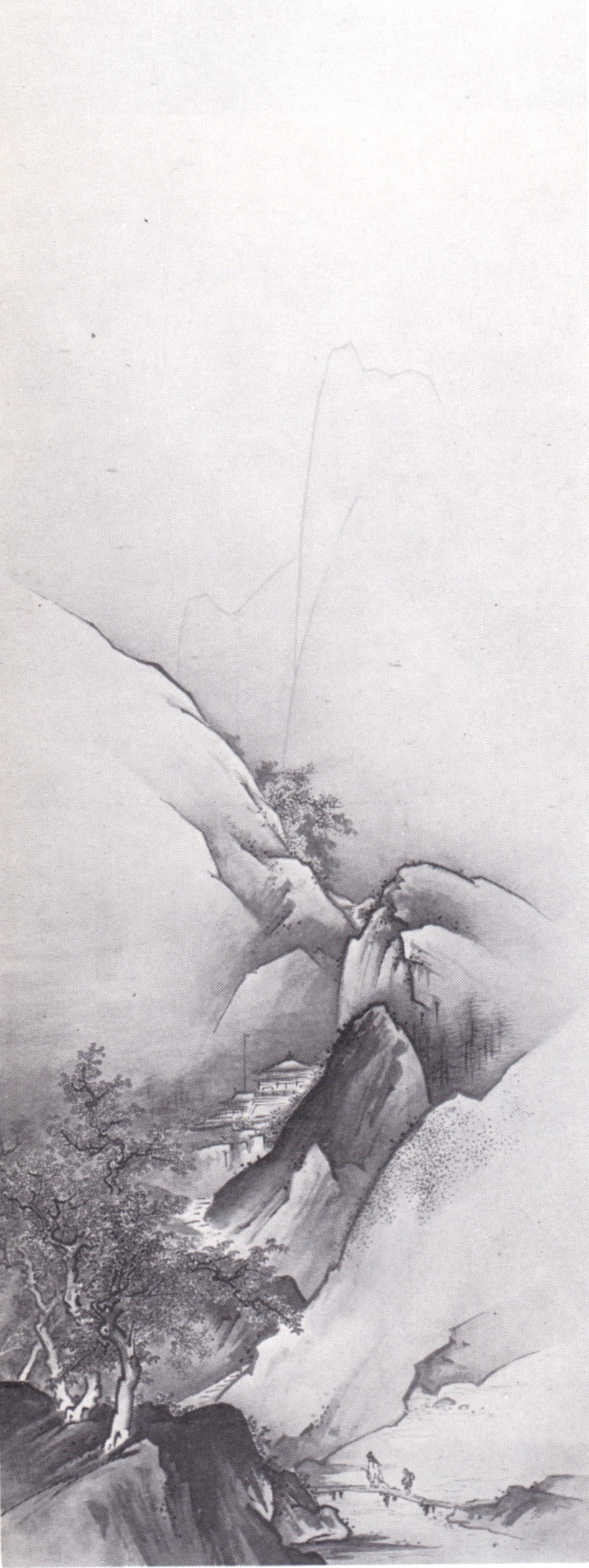
Paisaje, circa 1900.